# Olaf Kjems
Olaf Nielsen Kjems (Odder, 1880. május 31. – Vester Vedsted, 1952. április 11.) olimpiai ezüstérmes dán tornász.
Az 1912. évi nyári olimpiai játékokon indult tornában és a svéd rendszerű csapat összetettben ezüstérmes lett.
Klubcsapata a Skytterforeningernes Hold volt.